# 达斯纳普尔
达斯纳普尔（Dasnapur），是印度安得拉邦Adilabad县的一个城镇。总人口19963（2001年）。

## 人口
该地2001年总人口19963人，其中男性9860人，女性10103人；0—6岁人口2852人，其中男1445人，女1407人；识字率57.84%，其中男性为67.90%，女性为48.03%。